# Club d'aviron Algorta
Maillots
Le Club d'aviron Algorta (Algorta Arraun Taldea en basque) est un club d'aviron (trainière) du quartier Algorta de Getxo (Biscaye) dans le Pays basque (nord de l'Espagne). Il est né le 26 novembre 1966. Les couleurs sont le rouge et leur trainière s'appelle Portu Zaharra (vieux port en basque).

### Sources
- (eu) Cet article est partiellement ou en totalité issu de l’article de Wikipédia en basque intitulé « Algorta Arraun Taldea » (voir la liste des auteurs).